# Edrington Group
The Edrington Group Limited é uma empresa escocesa de bebidas destiladas e produz vários whiskies, como The Famous Grouse, Macallan, Highland Park Single Malt e Cutty Sark (whisky).